# Asnières-sur-Blour
Asnières-sur-Blour è un comune francese di 219 abitanti situato nel dipartimento della Vienne nella regione della Nuova Aquitania.

## Società

### Evoluzione demografica
Abitanti censiti